# Mummy Ridge
Mummy Ridge är en bergstopp i Antarktis. Den ligger i Östantarktis. Nya Zeeland gör anspråk på området. Toppen på Mummy Ridge är 2 278 meter över havet.
Terrängen runt Mummy Ridge är platt åt sydväst, men åt nordost är den kuperad. Terrängen runt Mummy Ridge sluttar norrut. Trakten är obefolkad. Det finns inga samhällen i närheten.